# Jüdischer Friedhof (Fürstenau, Höxter)

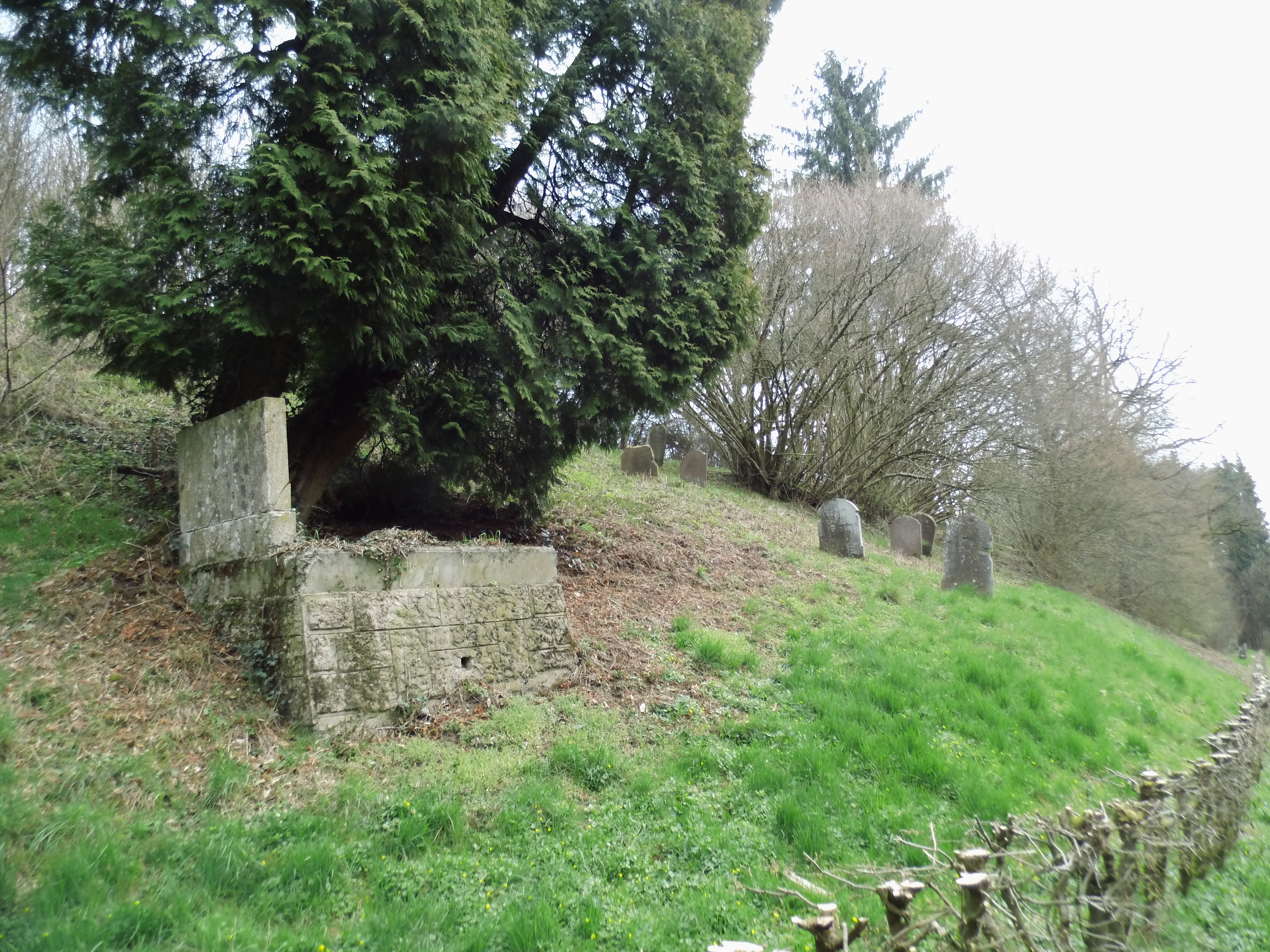
Friedhof in Fürstenau

Der Jüdische Friedhof Fürstenau befindet sich in der Ortschaft Fürstenau der Stadt Höxter im Kreis Höxter in Nordrhein-Westfalen. Als jüdischer Friedhof ist er ein Baudenkmal.
Auf dem Friedhof, der „Am Judenberg“ am Beginn des Wanderweges nach Bödexen nahe dem Saumerbach linker Hand liegt, sind 30 Grabsteine (Mazewa) erhalten.

## Geschichte
Der Friedhof wurde vor 1773 bis zum Jahr 1940 belegt. Er wurde auch von der Judengemeinde in Albaxen genutzt.